# Partia Szacunku i Wolności
Partia Szacunku i Wolności (węg. Tisztelet és Szabadság Párt, TISZA) – węgierska partia polityczna o charakterze centroprawicowym, założona w 2021 roku.

## Historia
Partia została założona przez Deáka Boldizsára, prezesa Radia Eger i samorządowca. Została oficjalnie zarejestrowana w 2021 roku przez sąd w Egerze. Przewodniczącym partii został Attila Szabó, a wiceprzewodniczącymi Deák Boldizsár i Erzsébet Somodi. Początkowo partia zakładała wolność od ideologii – miała nie być ani prawicowa, ani lewicowa. Pierwszą akcją był objazd liderów po całym kraju, jeżdżąc samochodem z przyczepą z logami partii relacjonowali oni swoje wizyty w formie wideobloga. Powstała także strona internetowa, na której zaprezentowano 20-punktowy program partii.
W wyborach parlamentarnych w 2022 roku partii nie udało się zarejestrować ani listy ogólnokrajowej, ani indywidualnych kandydatów w okręgach. W lipcu tego samego roku, razem z dwiema innymi partiami, planowała inicjatywę referendalną w sprawie przystąpienia do Prokuratury Europejskiej, jednak w związku z błędami formalnymi inicjatywa nie została oficjalnie zarejestrowana. Następnie partia pozostała nieaktywna.

### Wybory do Parlamentu Europejskiego w 2024 roku
Przed wyborami do Parlamentu Europejskiego w 2024 roku do partii dołączył Péter Magyar, aktywista, który zorganizował największe antyrządowe demonstracje na Węgrzech. 10 kwietnia tego samego roku Magyar został wiceprzewodniczącym partii. Partia została następnie dopuszczona przez Państwową Komisję Wyborczą do udziału w wyborach. W wyborach do Parlamentu Europejskiego partia uzyskała 1 341 252 głosów (29,6%), co przełożyło się na drugi wynik w kraju. Wynik dał partii 7 mandatów, które objęli Péter Magyar, Dóra Dávid, Zoltán Tarr, András Kulja, Eszter Lakos, Gabriella Gerzsenyi i Kinga Kollár. Eurodeputowani partii dołączyli do frakcji Europejskiej Partii Ludowej. Zoltán Tarr został przewodniczącym delegacji Tiszy do EPL, András Kulja został wybrany wiceprzewodniczącym Komisji Ochrony Środowiska Naturalnego, Zdrowia Publicznego i Bezpieczeństwa Żywności (ENVI), Péter Magyar wiceprzewodniczącym Komisji Spraw Konstytucyjnych, a Gabriella Gerzsenyi wiceprzewodniczącą Komisji Rozwoju Regionalnego.

### Wybory do Zgromadzenia Generalnego Budapesztu
W czerwcu 2024 odbyły się także wybory do Zgromadzenia Generalnego Budapesztu, w którym partia zdobyła 216 609 głosów (27,34%), tym samym zajmując drugie miejsce w wyborach, przełożyło się to na 10 mandatów, które objęli Eszter Ordas Eszter, Áron Porcher Somerville, Szilvia Gémes, Judit Annamária Barna, György Bovie, Kinga Kollár, Andrea Anna Bujdosó, Dániel Molnár, Árpád István Orbán i Balázs Balogh.
W lipcu 2024 roku, podczas Walnego Zgromadzenia partii, Magyar został wybrany jej nowym przewodniczącym. Wiceprzewodniczącymi zostali Márk Radnai i Zoltán Tarr. W marcu 2025 roku powstała młodzieżowa organizacja partii – Peace - Ifjúsági Tisza Sziget.